# Maison romane de Blesle
Pour les articles homonymes, voir maison romane.
La maison romane de Blesle est une maison située en France sur la commune de Blesle, dans la région Auvergne-Rhône-Alpes.

## Localisation
La maison est située dans le département français de la Haute-Loire, sur la commune de Blesle, dans l'ancienne région administrative d'Auvergne.

## Historique
L'édifice a été construit au XIIe siècle.

## Description
La fenêtre géminée, avec une seule colonnette centrale, qui subsiste dans cet édifice, vestige de l'ancien château des seigneurs de Mercœur, représente un détail d'architecture civile datant du XIIe siècle. Les deux archivoltes sont agrémentées d'un double rang de fleurettes et de plusieurs petites têtes,.

## Protection
La fenêtre romane géminée est classée au titre des monuments historiques par arrêté du 2 décembre 1924. Tandis que la maison, sauf partie déjà classée, est inscrite au titre des monuments historiques par arrêté du 7 octobre 1935.